# Третьякова, Валерия Борисовна
Вале́рия Бори́совна Третьяко́ва (1 мая 1926, Москва — 1 мая
2006, там же) — режиссёр Главной редакции программ для молодёжи Центрального телевидения СССР.

## Биография
Окончила Государственный институт театрального искусства (ГИТИС) имени А. В. Луначарского в Москве, после чего работала в ректорате училища.
По рекомендации своего отчима — журналиста Б. М. Юдина, писавшего сценарии для телевизионных передач, — в 1957 году поступила на рабоПабту в редакцию программ для молодёжи Центрального телевидения СССР. Принимала участие в проведении Московского международного фестиваля молодёжи и студентов 1957 года. Участвовала в создании телеспектаклей по произведениям русской и советской классической литературы. Как ассистент режиссёра и позже режиссёр, работала над программами «В эфире молодость», «Адреса молодых», «Вечер весёлых вопросов», «КВН», «Алло, мы ищем таланты!», «А ну-ка, девушки!» По признаниям многих сотрудников ЦТ была лучшим режиссёром, снимавшим на видеокамеру фотографии.
Сделала одну из серий полнометражного документального фильма из цикла «Наша биография» о 1957 годе в истории СССР. Этот цикл фильмов получил Государственную премию СССР.
Во время проводов на пенсию В. Б. Третьяковой в Молодёжной редакции на торжество пришёл композитор и певец Евгений Мартынов. Одарив её огромным букетом роз он целый час пел для неё свои песни. Е. Мартынов был благодарен ей за многие риски, которые она брала на себя, приглашая его, запрещённого к появлению на экране, участвовать в программе «А ну-ка, девушки!».
Умерла в день своего восьмидесятилетнего юбилея. Похоронена рядом с мужем на мемориальном Кунцевском кладбище Москвы.

## Семья
- Отец — Попов Иван Митрофанович — священник.
- Отчим — Юдин, Борис Михайлович[1] — писатель, поэт, ответственный секретарь и старейший сотрудник журнала «Крокодил».
- Мать — Лебедева Галина Алексеевна — русская столбовая дворянка из рода графов Каменских и князей Щербатовых — домохозяйка.
  - Муж — Третьяков Александр Михайлович — одноклассник, актёр, режиссёр, старший ответственный выпускающий Главной дирекции программ Центрального телевидения СССР.
    - Сын — Третьяков Андрей Александрович — историк, режиссёр Главной редакции информации программы «Время» Центрального телевидения СССР, кинодокументалист, сценарист, продюсер.

Друзьями четырёх поколений её семьи были К. Станиславский, В. Немирович-Данченко, И. Москвин, Ц. Мансурова, граф Н. Шереметев, Ф. Комиссаржевский, Л. Утесов, М. Светлов, И. Туманов, Р. Зелёная, С. Колосов, Л. Касаткина, Н. Румянцева, Ю. Клепацкий, М. Эскина, А. Масляков, К. Прошутинская, А. Лысенко.

## Интересные факты
Всю жизнь дружила со своей однокурсницей по ГИТИС актрисой Людмилой Касаткиной и её мужем, кинорежиссёром Сергеем Колосовым, сотрудниками своей редакции и друзьями мужа — бывшими и действующими актерами Центрального детского театра.
Более 10 лет в качестве режиссёра с ведущими Кирой Прошутинской и позже Александром Масляковым создавала программы «А ну-ка, девушки!»

## Награды
Награждена медалями «За доблестный труд», «Ветеран труда» и значком «Отличник телевидения».
Когда ей вручали медаль «За доблестный труд», сказала: — «Это моя первая медаль!». На что ведущий её программы «А ну-ка девушки!» Александр Масляков добавил: — «Лерка, и последняя…», но ошибся.

## Высказывания коллег
Бывший редактор «Молодёжки», а ныне генеральный директор телеканала «ОТР» А. Г. Лысенко в своей книге «ТВ живьем и в записи» назвал её наивным трудоголиком. Он писал:

Режиссёр передачи «А ну-ка, девушки!» Лера Третьякова обожала участниц конкурса. Но работать с ней было невероятно трудно, потому что она хлопотунья. «Козлики, — это было её любимое обращение, — давайте сядем и подумаем», «Козлятки, давайте ещё раз поработаем». А мы были людьми достаточно ленивыми, и нам её дотошность мешала побыстрее все закончить и разбежаться. Кроме обращения «козлятки», Лера была ещё известна тем, что страдала сильным аллергическим насморком. Однажды на Восьмое марта мы написали всем женщинам шуточные стишки и ей досталось стихотворение: «Козлик козлика спросил: „Где ты насморк подхватил?“».